# 姫路市立山陽中学校
姫路市立山陽中学校（ひめじしりつ さんようちゅうがっこう）は、兵庫県姫路市にある公立中学校。

## 沿革
戦後の学制改革により姫路市が設置した新制中学校14校のうちのひとつである。1947年3月の姫路市新学制実施準備協議会の第1回会合では荒川・手柄・城陽校区に設置する「第七中学校」の原案が示された。4月2日の第2回会合ではこれを「山陽中学校」と改め、4月7日の第3回会合でもこの案が維持された。
- 1947年（昭和22年）5月10日 - 開校式挙行。当初は姫路市亀山190番地の手柄小学校（旧亀山女学校の敷地・建物）に本部として3学級を設置し、他に城陽分教場（城陽小学校内・5学級）及び荒川分教場（荒川小学校内・4学級）を置いた。翌年より、5月10日を学校創立記念日に制定。荒川校区は戦災を受けなかったため、「新築二階建校舎」を使用することができ、教室の確保にも難儀していた他の中学校よりは比較的恵まれた環境の中で学校生活を送ることができた[2]。
- 1949年（昭和24年）9月10日 - 校歌制定。
- 1951年（昭和26年）9月15日 - 3期にわたる工事を経て、本校舎竣工。城陽分教場・荒川分教場を閉鎖。全生徒が本校に通うことになる。敷地は市有地であった手柄市民グラウンド予定地を転用。
- 1982年（昭和57年）4月25日 - 鉄筋コンクリート校舎が落成。
- 1982年（昭和57年）12月25日 - 校訓を制定。
- 1995年（平成3年）3月30日 - 校則を全面改訂。
- 1999年（平成11年）3月1日 - タイ王国のサブムマン・ウイッタヤ校及びタプラヤ校と姉妹校提携。
- 2022年 (令和4年) 9月30日 - ジェンダーレス制服を発表 (制服の日)

## 部活動

### 運動部
- 野球部
- サッカー部
- バレーボール部
- 卓球部
- ソフトテニス部
- 陸上競技部
- 剣道部
- 水泳部
- バスケットボール部
- 柔道部

### 文化部
- 吹奏楽部
- 放送部
- 茶道部
- 美術部
- 家庭科部

## 通学区域
以下3校の小学校区。
- 姫路市立手柄小学校
- 姫路市立城陽小学校
- 姫路市立荒川小学校

## 周辺
- 手柄山
- 船場川
- 姫路市立手柄小学校 - 本校南側に隣接。
- 姫路市文化センター
- 兵庫県道62号姫路港線（産業道路）

## 主な出身者
- 加藤洸稀 - プロ野球選手
- 宇多川都 - ミュージシャン
- 北脇太基 - 日本テレビのアナウンサー

・木村太洋〔野球サークルNexus)

## アクセス
- 手柄駅（山陽電車）から北西へ500m
- 姫路駅南口から姫路市営バス67・68・69・83系統乗車、文化センター前バス停下車　南へ200m

## 通学区域が隣接している学校
- 姫路市立東光中学校
- 姫路市立白鷺小中学校
- 姫路市立琴陵中学校
- 姫路市立高丘中学校
- 姫路市立夢前中学校
- 姫路市立飾磨西中学校
- 姫路市立飾磨中部中学校
- 姫路市立飾磨東中学校
- 姫路市立灘中学校
- 姫路市立四郷学院
- 姫路市立花田中学校